# فريد ستول
فريد ستول (بالإنجليزية: Fred Stolle)‏ (8 أكتوبر 1938 - 5 مارس 2025)، هو لاعب كرة مضرب أسترالي، وُلد في نيوساوث ويلز، أستراليا،  بدأ مسيرته كمحترف سنة 1966 وكان يلعب باليد اليمنى، اعتزل اللعب في 1976. كما أنه أحد أبطال الجراند سلام. أعلى تصنيف له في الفردي كان المركز الـ 2 في سنة 1966.

## بطولات حققها
- دورة رولان غاروس الدولية
- بطولة ويمبلدون
- بطولة أستراليا المفتوحة للتنس
- بطولة أمريكا المفتوحة للتنس

## النهائيات

### الفردي (الألقاب 2, الوصافة 6)
| الحصيلة | السنة | البطولة                             | الأرضية | المنافس في النهائي | النتيجة في النهائي      |
| ------- | ----- | ----------------------------------- | ------- | ------------------ | ----------------------- |
| الوصافة | 1963  | ويمبلدون (1/1)                      | عشبية   | تشاك ماكينلي       | 7–9, 1–6, 4–6           |
| الوصافة | 1964  | بطولة أستراليا المفتوحة للتنس (1/1) | عشبية   | روي إيمرسون        | 3–6, 4–6, 2–6           |
| الوصافة | 1964  | ويمبلدون (2/2)                      | عشبية   | روي إيمرسون        | 1–6, 10–12, 6–4, 3–6    |
| الوصافة | 1964  | بطولة أمريكا المفتوحة للتنس (1/1)   | عشبية   | روي إيمرسون        | 4–6, 2–6, 4–6           |
| الوصافة | 1965  | البطولة الأسترالية (2/2)            | عشبية   | روي إيمرسون        | 9–7, 6–2, 4–6, 5–7, 1–6 |
| الفوز   | 1965  | دورة رولان غاروس الدولية (1/1)      | ترابية  | توني روتش          | 3–6, 6–0, 6–2, 6–3      |
| الوصافة | 1965  | ويمبلدون (3/3)                      | عشبية   | روي إيمرسون        | 2–6, 4–6, 4–6           |
| الفوز   | 1966  | البطولة الأمريكية (2/1)             | عشبية   | جون نيوكومب        | 4–6, 12–10, 6–3, 6–4    |

## روابط خارجية
- فريد ستول على موقع رابطة محترفي التنس (الإنجليزية)
- فريد ستول على موقع الاتحاد الدولي لكرة المضرب (الإنجليزية)
- فريد ستول على موقع كأس ديفيز (الإنجليزية)
- فريد ستول على موقع قاعة مشاهير كرة المضرب الدولية (الإنجليزية)
- فريد ستول على موقع اتحاد التنس الأسترالي (الإنجليزية)
- فريد ستول على موقع أرشيف التنس.كوم (الإنجليزية)
- فريد ستول على موقع بطولة ويمبلدون (الإنجليزية)
- فريد ستول على موقع خلاصة التنس.كوم (الإنجليزية)
- فريد ستول على موقع قاعة أستراليا للمشاهير الرياضية (الإنجليزية)
- فريد ستول في موقع الاتحاد الدولي لكرة المضرب